# Château de Saint-Chameaux
Le château de Saint-Chameaux parfois simplement dit château de Saint-Amancet, est un château situé à Saint-Amancet, dans le Tarn (France). 
Attesté dès le XIVe siècle, il a appartenu à plusieurs familles nobles au cours des siècles, et le maréchal Louis Franchet d'Espèrey y est mort en 1942.

## Historique

### Origine
Le village de Saint-Amancet tiendrait son nom d'une chapelle Saint Amantius, mentionnée en 1384-1385, qu'Ernest Negre place à l'emplacement actuel du château de Saint-Chameaux. 
Néanmoins, cette hypothèse quant à l'emplacement d'une quelconque chapelle est peu probable quand on sait que le château de Saint-Chameaux existe certainement dès le début du XIVe siècle. Il aurait été commandité par Sicard de Roquefort. Deux dates sont d'ailleurs avancées : 1311, date reprise par Bernard Blancotte et Mathieu Estadieu ; ou 1321, date qui aurait été inscrite sur un des linteaux aujourd'hui disparu.
A cette même époque, la seigneurie et la paroisse de Saint-Chameaux sont rattachées au nouveau diocèse de Lavaur, créé en 1318 par le pape Jean XXII. Le village actuel de Saint-Amancet prend d'ailleurs pour origine cette paroisse, puisqu'il conserve le nom de Saint-Chameaux jusqu'en 1834.

### Jusqu'à aujourd'hui
La famille de Roquefort reste sûrement en possession du château près de deux siècles. En 1515, la famille de Villespassans est attestée au château, puis la famille de Faure, parfois dite "de Faure de Villespassans", au XVIIe siècle. Le domaine du château est agrandie au cours des siècles, puisqu'en 1768, Rose de Couderc de Turin, veuve du seigneur Claude de Faure, est propriétaire du château, mais aussi d'un moulin, d'une tuilerie et de six métairies.
En 1789, juste avant la Révolution française, la bâtisse appartient à François de Faure de Villespassans de Saint-Maurice, attesté seigneur de Saint-Amancet et baron de Faure. Bien que suspecté lors de cette période troublée, il n'émigre pas et conserve sa demeure. L'édifice est restauré au XIXe siècle par des membres de sa famille.
Le 8 juillet 1942, le maréchal de France Louis Franchet d'Espèrey meurt entre les murs du château, avant d'être inhumé aux Invalides.

## Architecture

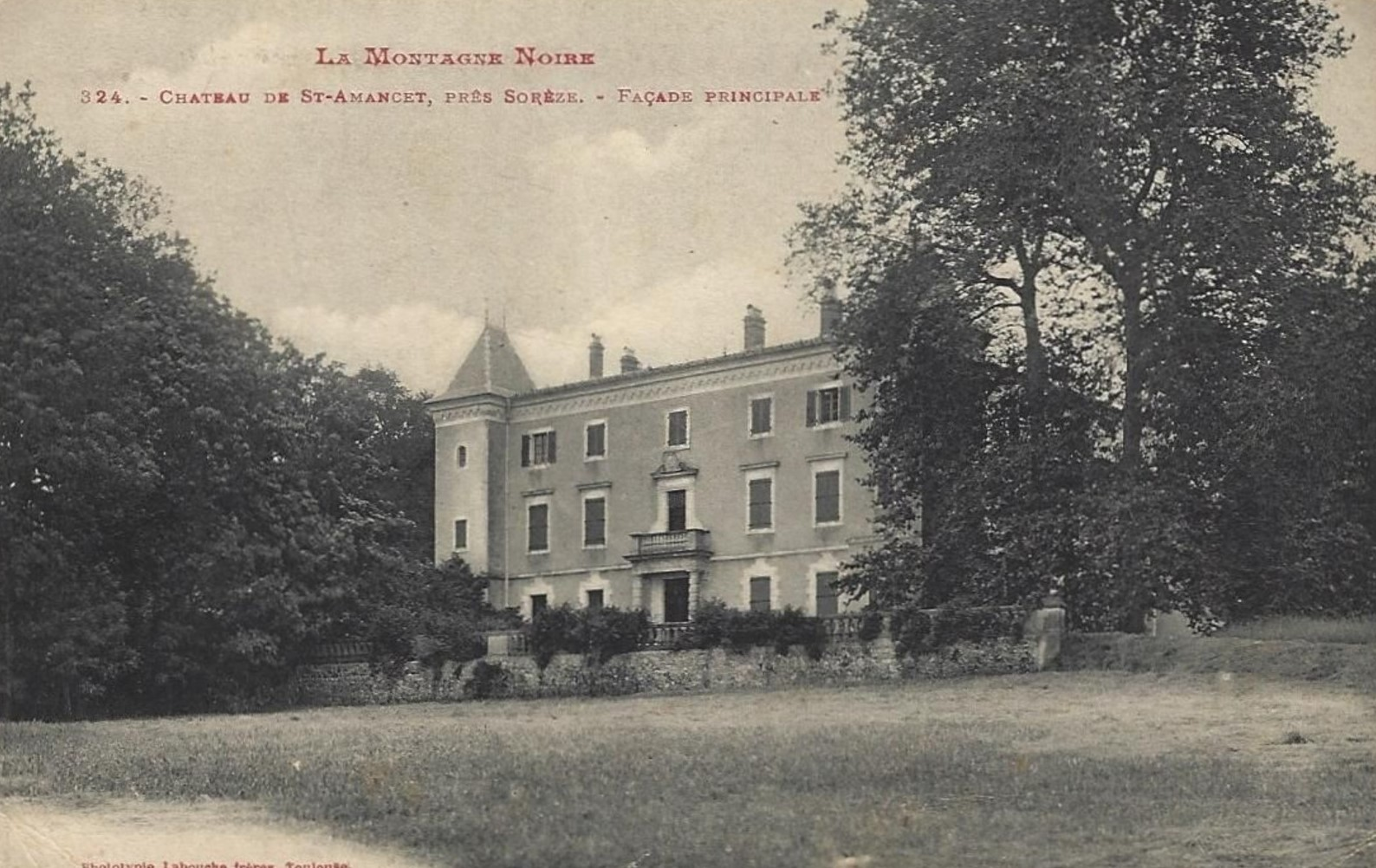
La façade principale

### Le château
Le château de Saint-Chameaux est composé d'un corps de logis quadrangulaire, ainsi que d'une aile plus basse venant en retour au sud. Il est flanqué en ses quatre angles de tours. Celles encadrant la façade principale, au nord, sont rectangulaires et de la même hauteur que le logis, tout en étant en légère saillie de la façade. La façade arrière est quant à elle encadrée de deux tours rondes, une massive à l'ouest, une plus fine à l'est. Les toitures des tours sont en ardoises, tandis que celles du logis en tuiles.[réf. souhaitée]

### Le moulin
Le moulin, appelé "moulin-bas" cité en 1768 comme dépendance du château existe toujours au village. Utilisant les eaux de l'Aravis, il a été reconstruit en 1849, d'après la date inscrite sur la voûte de la canalisation d'eau. Il aurait cessé de fonctionné en 1914, et a servi de ferme avant d'être aujourd'hui une maison.
Le moulin-bas se compose de deux bâtiments, le moulin et l'habitation. Il possède aussi un bief de dérivation, aujourd'hui utilisé comme piscine. Il est dans l'ensemble constitué de calcaire et de brique. Les ouvertures sont encadrées de bois pour les plus anciennes, de grès avec arc de décharge en brique pour les plus récentes.